# Martin Verkerk
Martin Verkerk (n. 31 octombrie 1978 în Leiderdorp) este un jucător de tenis neerlandez.
1. 1 2  Association of Tennis Professionals website[*] Verificați valoarea |titlelink= (ajutor)